# Просто Маса
«Просто Маса» — книга Бориса Акунина, продолжение повествования о приключениях Масахиро Сибаты после предполагаемой гибели его хозяина и друга Эраста Фандорина. Произведение в трёх взаимодополняющих вариантах: 
веб-документ, со ссылками на исторические подробности; 
книга со стилизованными иллюстрациями; 
а также аудиокнига, включающая фрагменты музыки и песен, соответствующих сюжету.

## Сюжет
Роман состоит из нескольких частей.
Действие первой происходит в первые годы жизни Масы и описывает жизнь его отца — благородного вора «Берёзового» Тацумасы (Сиракаба-но Тацумаса), а также историю трагической гибели обоих родителей и усыновления младенца Масы одним из их убийц — йокогамским якудза Рюдзо Сибатой.
Во второй части, оставив в Европе вдову своего погибшего господина и его маленького сына, 63-летний Маса, в православном крещении Михаил Эрастович Фандорин, в 1923 году возвращается в Японию с намерением окончательно там поселиться и заняться частным сыском. Его прибытие приходится на момент Кантоского землетрясения, разрушившего Иокогаму и Токио. Вследствие чего на него сваливается первое дело — розыск пропавшей девочки.
Действие следующей части происходит два года спустя. Масе поручают деликатное дело, связанное с таинственной кражей из в высшей степени надёжного банковского хранилища. В ходе расследования Маса получает первые сведения о своем настоящем отце.
Затем Маса, по поручению политической полиции и настоятельной просьбе бывшего военного министра генерала Танака, которого он в 1901 году в Петербурге спас от ложного обвинения в убийстве, входит в контакт с белоэмигрантом атаманом Семёновым, у которого, по слухам, хранится вывезенное из России царское золото.
Наконец, Маса обнаруживает, что у него есть опасный враг из прошлого, узнаёт полную подлинную историю своей семьи и впервые в жизни встречает женщину, способную разделить его Путь…

## Действующие лица
- Масахиро Сибата
- Сиракаба-но Тацумаса
- О-Судзу
- О-Рин
- д-р. Саяма
- Данкити, ученик Тацумасы
- Косидзава Тарайман[2], советник губернатора
- Олкок, британский посланник (прототип — Резерфорд Олкок, посол в 1858—1864 гг.)
- Джефферсон, торгпред Британии
- Тадаки Сахэй, оябун клана якудза «лапа обезьяны»
- Ямабито
- Иидо, Рокусэн — мастера боевых искусств
- Наоми Трэвор
- Глэдис Трэвор, дочь миссис Трэвор
- сестра Турнип, диакониса лютеранской миссии
- Момотаро Кибальчич, революционер
- Пимс, дворецкий Трэворов
- Сабуро, бой Трэворов
- Баба Ичиро, капитан кэйсацу, впоследствии майор токо
- Асагава Гоэмон, инспектор кэйсацу
- Тадаки Сандаймё, оябун клана якудза, наследник бывшего клана «лапа обезьяны
- Браун, директор филиала Американского коммерческого банка в Японии
- Мари, певица
- Гомер, метрдотель клуба «Тиресий»
- Григорий Михайлович Семёнов, белогвардейский генерал в эмиграции (прототип — генерал Семёнов)
- Копп, посол Советского Союза в Японии (прототип — Виктор Леонтьевич Копп, полпред в 1925—1927 гг.)
- Танака Гиити, политик (прототип — Танака Гиити)
- Эраст Фандорин (во флэшбэке)
- Афанасий Степанович Зюкин, церемониймейстер Высочайшего двора (во флэшбэке)